# Świadczenie rodzicielskie
Świadczenie rodzicielskie (potocznie: kosiniakowe) – świadczenie rodzinne, przysługujące m.in. rodzicom dziecka nie otrzymującym zasiłku macierzyńskiego.
Nazwa potoczna świadczenia pochodzi od nazwiska ministra pracy i polityki społecznej w latach 2011–2015 Władysława Kosiniaka-Kamysza.
Wysokość świadczenia to 1000 zł miesięcznie. Przysługuje ono przez okres 52 tygodni w przypadku urodzenia jednego dziecka, 65 tygodni — dwojga, 67 tygodni — trojga, 69 tygodni — czworga, 71 tygodni — pięciorga i więcej dzieci.
Wniosek o ustalenie prawa do świadczenia rodzicielskiego można złożyć także przez Internet za pośrednictwem poralu emp@tia.